# 19981 Bialystock
19981 Bialystock (1989 YB6) là một tiểu hành tinh vành đai chính được phát hiện ngày 29 tháng 12 năm 1989, bởi E. W. Elst ở Đài thiên văn Haute-Provence.

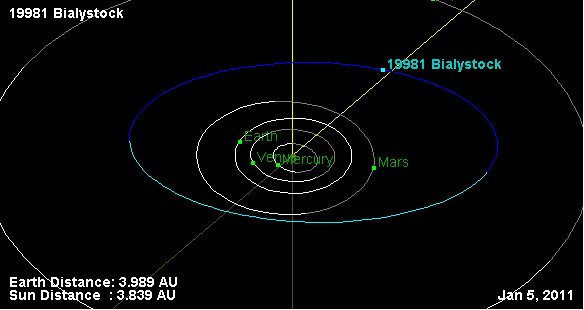
19981 Bialystock orbital position